# Smarter than You
Smarter than You est un jeu vidéo de réflexion développé et édité par EightyEight Games, sorti en 2014 sur iOS. Luca Redwood est également le créateur de 10000000.

## Système de jeu
Le jeu est basé sur le concept de pierre-feuille-ciseaux ici remplacés par épée, flèche et contre-attaque. Il y ajoute une composante de bluff, avec des phrases lancés par chaque joueur qui déterminent la puissance des attaques mais donnent aussi (ou non) des intentions sur l'attaque qui va être choisie.

## Accueil
- Canard PC : 6/10[1]
- Pocket Gamer : 6/10[2]
- TouchArcade : 5/5[3]